# Никитинская улица (Сестрорецк)
Ники́тинская у́лица — улица в городе Сестрорецке Курортного района Санкт-Петербурга. Проходит от Пляжной улицы до Зоологической улицы.
Название появилось в начале XX века. Происходит от фамилии землевладельца председателя сестрорецкого правления Ссудно-сберегательного товарищества С. С. Никитина. То же происхождение и у Никитинского переулка, расположенного в Тарховке.
Никитинская улица разрезает на две части Нижний парк (парк «Пята»).

## Перекрёстки
- Пляжная улица
- Парковая улица (два перекрёстка)
- Лиственная улица
- Зоологическая улица